# Lars Dansson (molnskura)
Lars Dansson till Bjärsvik (Laurencij Dansson de Berghswiik) var en svensk häradshövding i Valkebo härad med sätesgård i Bjärsvik, Nykil. Han nämns som häradshövding i Valkebo första gången 1353  och sista gången 1361. 
Lars Dansson och hans släktingar förde en så kallad molnskura (skyskura) i sitt vapen.

## Familj
Lars Dansson var gift 1) med Öjar Nilssons dotter Argunda Öjarsdotter (svin). (Engundis Öjarsdotter?) 21 september 1339 försäkrar makarna varandras godsinnehav, ifall de skulle avlida:
Lars Dansson ger sin hustru Egundis och hennes arvingar sina gods i Geesbod, för den händelse hustrun skulle överleva honom. Karl Bengtsson, Lars Danssons bror, Knut Dansson, utfärdaren samt dennes syster Kristina beseglar.
Engundis Öjarsdotter ger sin man Lars Dansson och hans arvingar sina gods i Åkerby i Gårdby socken (Östergötland), för den händelse mannen skulle överleva henne.
Argunda Öjarsdotter sägs ha tillhört Sveriges väl etablerade högfrälse släkter, vilka kunde följas tillbaka till åtminstone sekelskiftet 1300. Hon var dotter till Öjar Nilsson (balk belagd med djurhuvuden) vilken beseglade bland annat brev åt Sune Sik (sannolik stamfader för en av de svenska Lilliesläkterna), och syster till Ingrid Öjarsdotter (svin) och Johan Öjarsson (balk belagd med djurhuvuden).
I sitt andra gifte med Johan Nilsson i Svenstorps dotter Kristina Jönsdotter föddes minst en son. Lars Dansson skänker 1354 till Kristina Jönsdotter i Skarhult all sin egendom i Gisbo (Nykils socken) samt en kvarn i Valkebo härad. Med Kristina (Jönsdotter) fick kan åtminstone sonen Dan, omnämnd som död 1373 när Lars Danssons svåger, Linköpingskaniken Nils (Johansson) Feet (bror till Jakob Jönsson i Skarhult) får frälsestatus på de gods han ärvt från Lars Dansson, via sin syster Kristina.
| ”                | Kung Albrekt tager Nils Jönsson, kallad Feet, kanik i Linköping, i sitt beskydd och ger honom, till dess att annorlunda förordnas genom kungligt brev, frälse på alla de gods, som denne ärvt efter (Dan), son till Nils’ framlidna syster Kristina (Jönsdotter), änka efter Lars Dansson i Bjärsvik (i Nykils socken). | „ |
| – SDHK-nr: 10312 | |   |

Lars Danssons bror, Knut Dansson, förde också ett vapen styckat med molnskuror, men med motsatta färger mot broderns. Knut Dansson hade sonen Dan Knutsson. 21 januari 1350 nämns fler från denna familj när: Peter Knutsson giver sin egendom i Hemisby (Östra Tollstad socken, Vifolka härad) till sin hustru Ingrid Staffansdotter såsom morgongåva. Utfärdaren samt hans fader Knut, Lars Dansson, Magnus Petersson, brodern Daniel beseglar.
1 juni 1363 nämns Lars Dansson och Magnus Haraldsson (Staffanssönernas ätt) med ordalydelsen Magnus Haraldsson frikallar Lars Dansson från ytterligare krav i fråga om ormynden, såvitt det gäller Magnus’ andel däri och vad han hade att kräva efter Lars’ hustru Arngun, ty han hade funnit att han inte hade ytterligare rätt därtill. Magnus i Slaka samt utfärdaren beseglar.
21 december 1368 skänkte Lars Dansson sin brorson Dan Knutsson, gift med Ingeborg Thorisdotter (eller Tordsdotter?),  2 attungar i Åkerby i Gårdeby socken. 
7 oktober 1401 skänker Ingeborg Thorisdotter till Vadstena kloster såsom själagift för sig, sin man Dan Knutsson m.fl. jord i Åkerby i Gårdby socken, Skärkinds härad. Hennes sigill avbildar en båt liggande horisontellt, möjligen med djurhuvuden i för och akter, samt fyra punkter eller kulor under båten.